# Schlesisches Theater

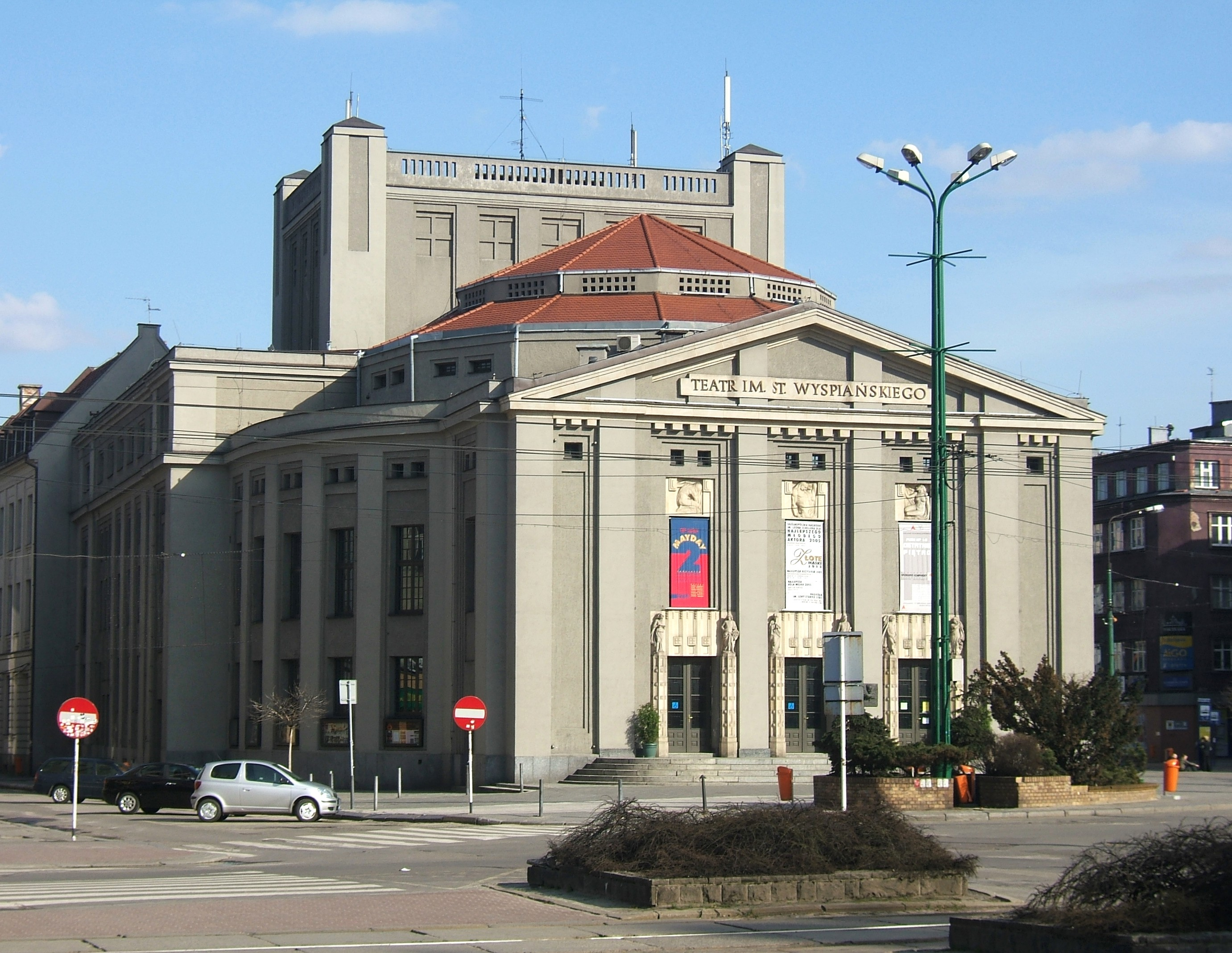
Das Schlesische Theater von Nordwesten

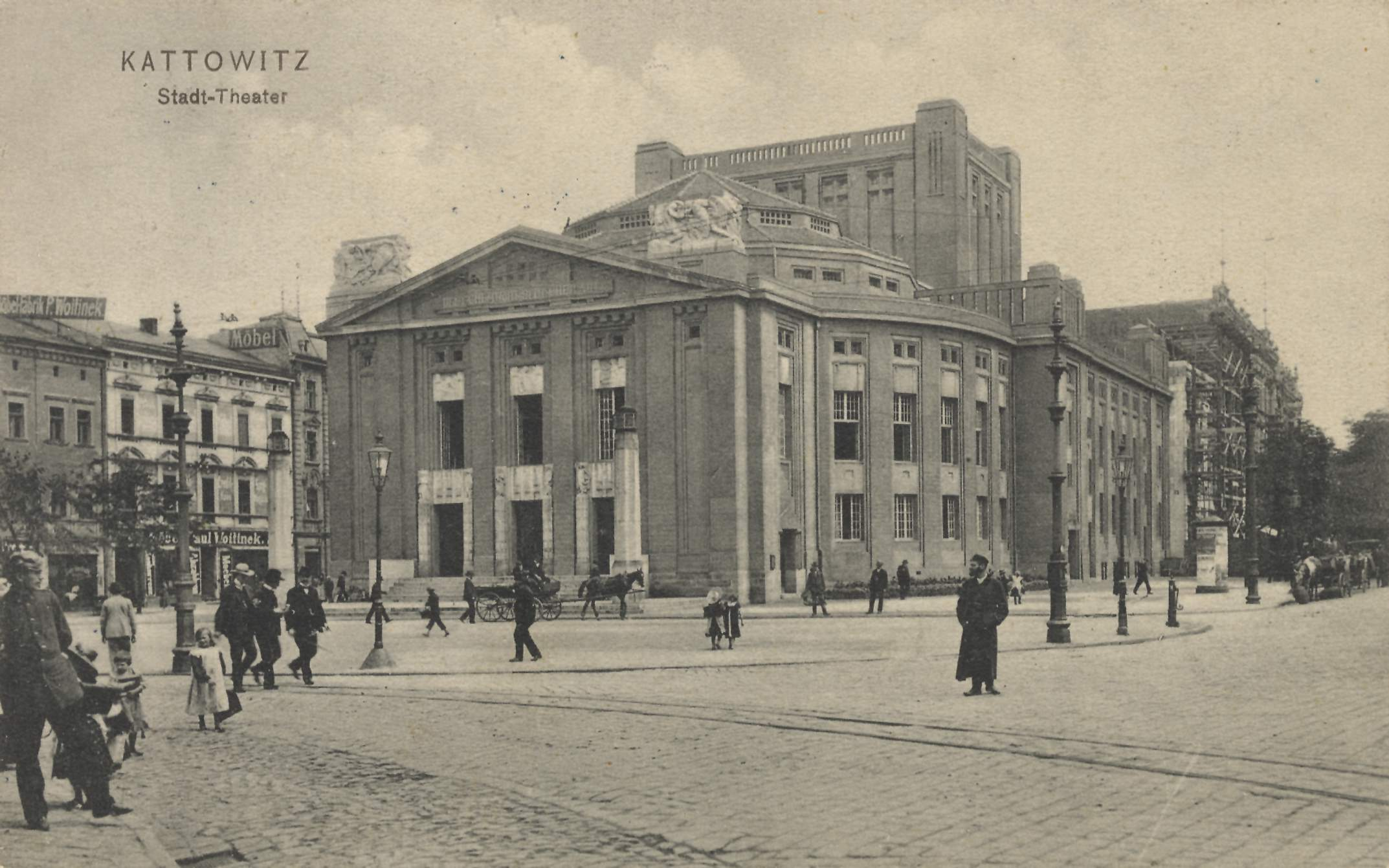
Das Theater in seiner ursprünglichen Gestaltung (1909)

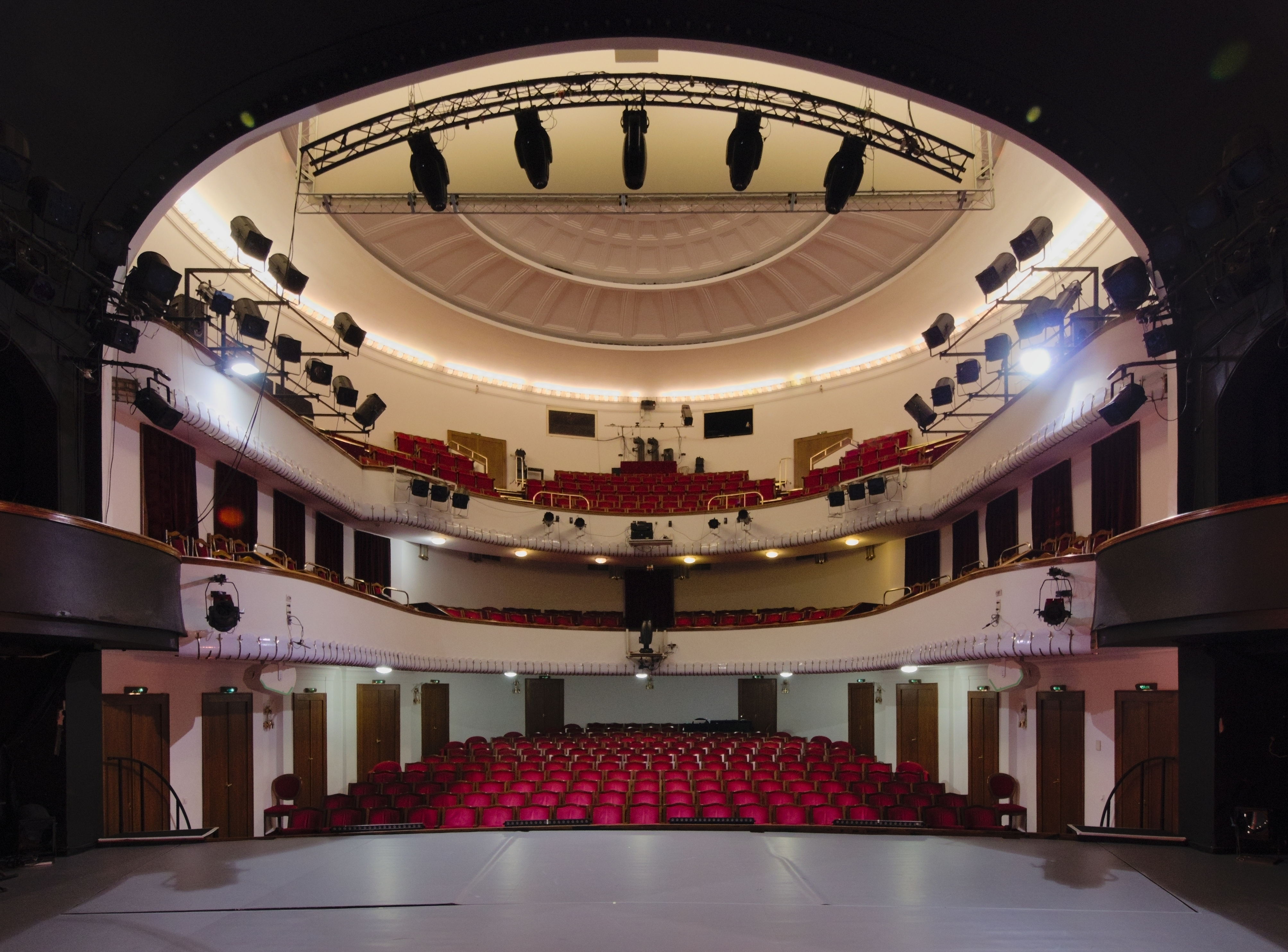
Zuschauerraum (2022)

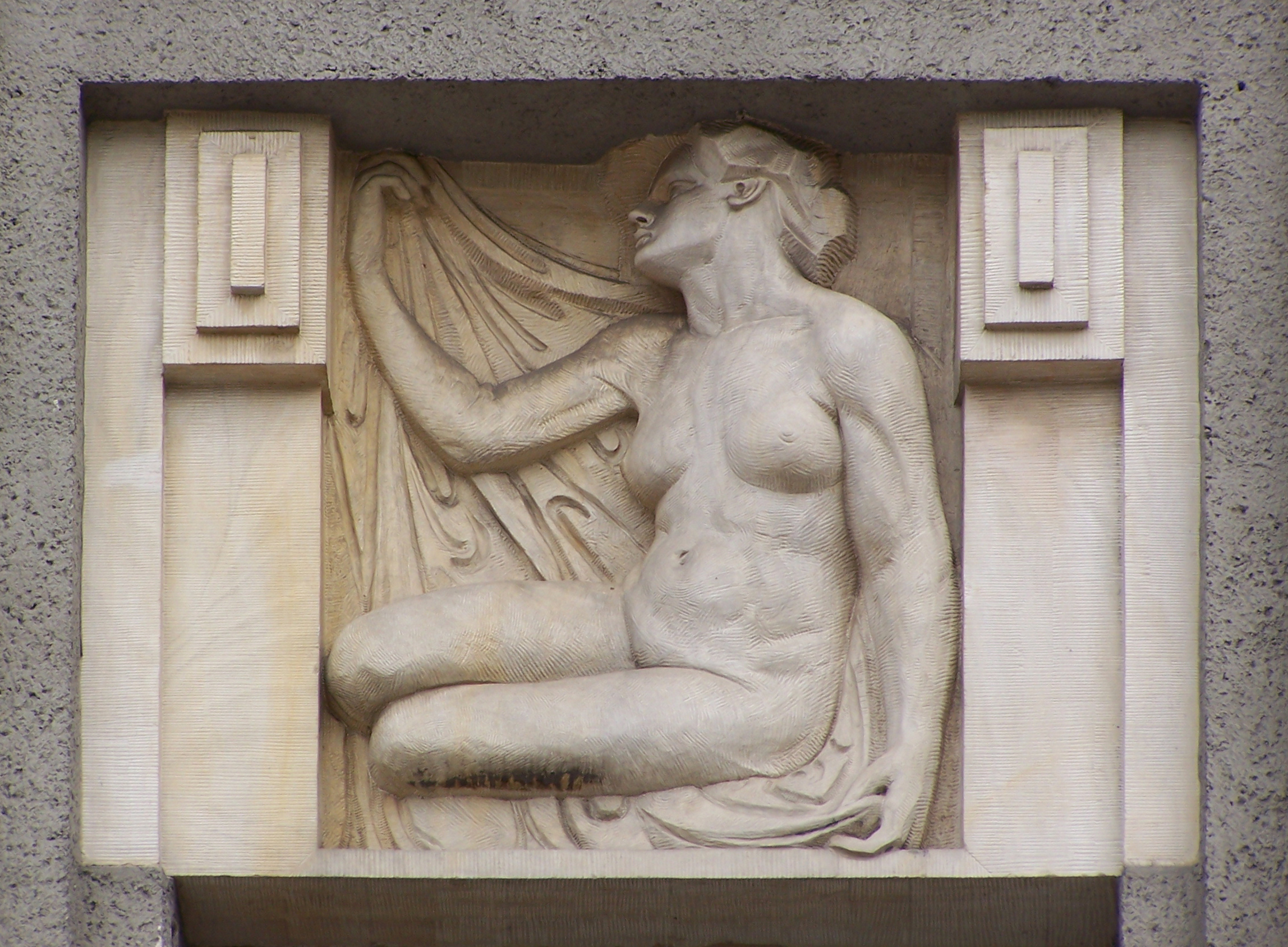
Detail eines Fassadenreliefs

Das Schlesische Theater (Teatr Śląski im. Stanisława Wyspiańskiego) ist das Stadttheater, eine der Hauptsehenswürdigkeiten der Stadt Kattowitz in Polen, sowie das größte Theater und eine der wichtigsten kulturellen Einrichtungen der Region. Es nimmt einen zentralen Platz mitten im Kattowitzer Stadtzentrum am Ring ein. Es wurde 1907 als Deutsches Theater erbaut.

## Geschichte
Kattowitz ist eine junge Stadt, die sich infolge der Industrialisierung entwickelte und 1865 das Stadtrecht erhielt. In Anbetracht der zunehmenden Bedeutung und des Bevölkerungswachstums der Stadt bestanden schon früh Bestrebungen, ein Stadttheater zu errichten. Es entstand ein Förderverein, der Spenden für den Bau sammelte. 
Der erste Beleg über den beabsichtigten Theaterbau stammt aus einer Notiz aus der Deutschen Bauzeitung im Jahr 1904. Frühe Fotografien mit Blick aus der Grundmannstraße (heute Ulica 3 Maja) auf den Ring (Rynek) und den Friedensplatz zeigen ein dreigeschossiges Polizeigebäude, an dessen Stelle heute das Theater steht.
Bereits im Frühjahr 1904 fasste die Stadtverordnetenversammlung einstimmig den Baubeschluss nach einem bereits vorliegenden Entwurf des Kölner Architekten Carl Moritz, der schon Erfahrung im Theaterbau hatte – allerdings unter Voraussetzung, dass der preußische Staat zu den auf 630.000 Mark veranschlagten Baukosten 200.000 Mark Zuschuss leisten würde. 1905 wurde mit den Bauarbeiten begonnen. Zu dieser Zeit hatte Kattowitz um die 35.000 Einwohner, Carl Moritz schuf dagegen ein überproportional großes Theater mit 410 Sitzplätzen, das mit seinem kulturellen Angebot, mit seiner Architektur und einer imponierenden Größe in eine Großstadt gepasst hätte.
Am 2. Oktober 1907 erfolgte die feierliche Eröffnung des Stadttheaters mit Wilhelm Tell unter Direktion von Emmanuel Raul aus Karlsbad. Das Theater wurde zeitgenössisch auch Deutsches Theater genannt. In seiner Eröffnungsrede sagte Oberbürgermeister Alexander Pohlmann, das Stadttheater möge ein stolzes und unbesiegbares Bollwerk gegen die feindliche polnische Lebensart sein. Dieser chauvinistische Satz drückte den Zweck dieses Gebäudes in übertriebener Weise aus. Wie auch das steinerne Spruchband „Deutschem Wort und Deutscher Art“ am Giebel verkündete, sollte das Theater einerseits das deutsche Kulturleben der ganzen Region voranbringen und die deutsche Sprache fördern, andererseits aber auch ein Symbol der neuen, von Deutschen geprägten Stadt sein. In der Tat hatte Kattowitz zwar eine klare deutsche Bevölkerungsmehrheit, im ländlichen Umland dagegen, sah die Situation anders aus. 
Mit diesem Stadttheater, in dem viele bekannte Schauspieler auftraten und andere ihre Karriere begannen, wurde Kattowitz zur kulturellen Metropole des Oberschlesischen Industriegebiets. Als Kattowitz 1922 an Polen fiel, wurde das Theater zwar in Polnisches Theater umbenannt, die Minderheitenabkommen verpflichteten Polen jedoch, das kulturelle Leben der Deutschen aufrechtzuerhalten, weshalb weiterhin eine deutsche Theatergemeinde bestand, die von deutschen Bühnen aus Oberschlesien, aber auch aus anderen Teilen Deutschlands bespielt wurde. Andererseits sollte das Theater wie zu deutschen Zeiten, diesmal aber umgekehrt, Polonisierungsmaßnahmen erfüllen. Die alte deutsche Inschrift wurde ebenso entfernt wie in den 1930er Jahren die beiden monumentalen Jugendstilreliefs an den Seiten des Giebels, die Szenen aus der Nibelungensage zeigten. 1936 erhielt das Theater den Namen des polnischen Dramatikers und Malers Stanisław Wyspiańskis, der nach dem Zweiten Weltkrieg auch über dem Giebel angebracht wurde, und war Schauplatz zahlreicher Opernaufführungen. Während der deutschen Besetzung im Zweiten Weltkrieg wurde am Theater eine Tafel mit der alten Aufschrift „Deutschem Wort - Deutscher Art“ angebracht, die die rassistischen Ideologien der Nationalsozialisten untermauern sollte. 
In der Nachkriegszeit und im kommunistischen Polen verschwanden die restlichen architektonischen Verzierungen des Theaters (unter anderem die Portale), und die Fassade erhielt einen einfarbigen Verputz. Im Jahre 2000 wurden Renovierungsarbeiten abgeschlossen, die den alten Verputz sowie die Portale, von denen noch Reste verwendet werden konnten, wiederherstellten. Weiterhin schmücken noch drei Reliefe des Tanzes, der Musik und der Literatur die Fassade des Theaters.
In neuerer Zeit wurden neben Theateraufführungen auch Ausstellungen zum Thema Theater, musikalische Aufführungen und literarische Treffen veranstaltet. So fanden im September 1996 im Theater die „Günter Grass-Tage“ statt, an denen zahlreiche namhafte Übersetzer polnischer und deutscher Literatur teilnahmen.

## Bauwerk
Baulich gesehen ist das Theater dem Neoklassizismus zuzurechnen, wobei starke Anklänge an die Klassische Moderne, aber auch Elemente des Jugendstils vorhanden sind.
Architekt Carl Moritz hatte auch das Kölner Opernhaus und, zeitgleich mit Kattowitz, das Stadttheater Düren entworfen. Eine Konzeption des Kattowitzer Baus ist in einem Aufsatz von 1904 dargelegt. Darin gibt Moritz u. a. den Ideen von Heinrich Seeling gegenüber den architektonischen Konzeptionen von Büro Fellner & Helmer den Vorzug. Insbesondere bezieht sich Moritz auf die unterschiedliche Treppenanlage dieser beiden Architekturbüros. Moritz sprach sich auch dafür aus, einen Mittelweg zwischen dem Parketttheater und dem Rangtheater zu suchen, weil nur letzteres eine Schichtung und Teilung des Publikums erlaube. 
Der tatsächlich aufgeführte Bau weicht jedoch von dieser Konzeption ab. Der Bau, eine Eisenbetonkonstruktion, ist konsequent von innen nach außen gebaut, so dass die äußere Gliederung die Funktionsbereiche abbildet. Die Eingangsfassade ist eine durch kolossale Lisenen gegliederte dreiachsige Giebelfront, der eine Freitreppe vorgelegt ist. Die Lisenen werden von kräftigen Giebelprofilen unterbrochen, sind aber bis an die oberen Schrägen geführt. Um die Lisenen liegt ein Schriftbrand mit dem Motto des Hauses "Deutschem Wort / Deutscher Art". Plastiken an der Eingangsfront sollen Szenen aus den Nibelungen von Hebbel darstellen. Zuschauerhaus und Bühnenhaus sind voneinander abgesetzt. Der blockartige flachgedeckte Bühnenturm weist auch Lisenen, kassettierte Fensterungen und pylonartige Eckverstärkungen auf, während das flach gehaltene Zuschauerhaus von einem gestuften Satteldach gedeckt ist, das nach vorn polygonal gebrochen ist.
Andererseits ist die funktionelle Differenzierung wird durch ein architektonisches Raster aufgehoben. Die Putzfassaden sind mit einem Wechsel von lisenenartigen, glatten Wandstreifen und den lebhaft strukturierten Fenstern mit Versprossungen und ornamentierten Sohlbänken. 
Die verkehrsmäßiger Erschließung des Theaters folgt dem Kölner Vorbild, das einen neuen Typus von Treppenanlagen in Theatergebäuden begründete. Jedoch sind in Kattowitz die Treppen zum ersten Rang parallel zur Hauptachse und nicht quer dazu ist. 
Der Zuschauerraum gliedert sich in Parkett, 1. Rang und eine Galerie, die amphitheatralisch den Umgang des 1. Ranges und das Foyer überdeckt.